# Protonemacheilus longipectoralis
Protonemacheilus longipectoralis är en fiskart som beskrevs av Yang och Chu, 1990. Protonemacheilus longipectoralis ingår i släktet Protonemacheilus och familjen grönlingsfiskar. Inga underarter finns listade i Catalogue of Life.